# Steaua Bucarest (handball)
Pour les articles homonymes, voir Steaua.
Ne pas confondre avec le Dinamo Bucarest et le Rapid Bucarest, deux autres clubs de handball de la ville.
Pour le club omnisports, voir CSA Steaua Bucarest.
Maillots
Le CSA Steaua est un club roumain de handball, situé à Bucarest. Il constitue la section handball du grand club omnisports bucarestois de l'armée roumaine, CSA Steaua.
Le Steaua a gagné le championnat de Roumanie à 28 fois et la Coupe 9 fois. Le club remporté trois Coupes d'Europe et perdu deux autres finales européennes.

## Historique
L’équipe de handball à 11 (en plein air) apparaît en 1949 au sein de l’ASA Bucarest (Asociația Sportivă a Armatei București, le club de l’armée roumaine qui devait devenir le Steaua en 1961), deux ans après la fondation du club. Elle devient rapidement la meilleure équipe du pays en handball à 11 (7 titres jusqu’en 1961). Après l’établissement du championnat de handball à 7 en 1959, le Steaua devient champion pour la première fois en 1963, puis une deuxième en 1967. A dater de cette année, seuls deux titres lui échapperont (au profit du grand rival, le Dinamo) jusqu’en 1990. Sur la scène européenne, le Steaua compte parmi les plus grands : il remporte deux Coupes des clubs champions (1967, 1977) et dispute deux finales (1971, 1989).
Avec le Dinamo, le club a été longtemps le réservoir privilégié de l’équipe nationale de Roumanie qui sera l’une des plus fortes du monde des années 1960 aux années 1980 (quatre fois championne du monde notamment).

## Palmarès
| Compétitions internationales | Compétitions nationales |
| - Coupe des clubs champions (C1) - Vainqueur (2) : 1968, 1977 - Finaliste (2) : 1971, 1989 - Demi-finaliste (3) : 1970, 1975, 1986 - Coupe Challenge (C4) - Vainqueur (1) : 2006 - Coupe des vainqueurs de coupe (C2) - Demi-finaliste (1) : 2010 - Coupe de l'EHF (C3) - Demi-finaliste (2) : 1993, 1994 | - Championnat de Roumanie à 11 - Champion (7) : 1950, 1951, 1952, 1954, 1955, 1957, 1961 - Vice-champion (3) : 1953, 1956, 1958 - Championnat de Roumanie - Champion (28) : 1963, 1967, 1968, 1969, 1970, 1971, 1972, 1973, 1974, 1975, 1976, 1977, 1979, 1980, 1981, 1982, 1983, 1984, 1985, 1987, 1988, 1989, 1990, 1994, 1996, 2000, 2001, 2008 - Vice-champion (10) : 1962, 1964, 1965, 1966, 1978, 1986, 1997, 1999, 2007, 2018 - Coupe de Roumanie - Vainqueur (9) : 1981, 1985, 1990, 1997, 2000, 2001, 2007, 2008, 2009 - Finaliste (10) : 1978, 1979, 1982, 1989, 1991, 1999, 2003, 2016, 2019, 2022 |

## Effectif actuel
Voir : (ro) « Sportivi », sur CSA Steaua Bucarest (consulté le 28 mai 2024)

## Personnalités liées au club

### Grands joueurs du passé
- Silviu Băiceanu (de)
- Ștefan Birtalan
- Dumitru Berbece
- Ciprian Beșta
- Aurel Bulgariu (en)
- Alexandru Buligan
- Andrei Cian
- Guillermo Corzo (es)
- Alexandru Dedu
- Alexandru Dincă
- Cezar Drăgăniță
- Marian Dumitru
- Cristian Gațu
- Ionuţ Georgescu
- Gheorghe Gruia
- Miloš Kostadinović
- Mircea Muraru (ro)
- Cornel Oțelea
- Nicolae Popescu
- Rodrigo Salinas Muñoz
- Božo Rudić
- Alin Șania
- / Hansi Schmidt (de)
- Iulian Stamate
- Vasile Stîngă
- Radu Voina

### Entraîneurs
- Ioan Kunst-Ghermănescu (ro)
- Cornel Oțelea : de 1970 à 1982
- Olimpiu Nodea
- Radu Voina : de 1980 à 1991 et de 2006 à 2007
- Gheorghe Ionescu
- Vasile Stîngă : de ? à 2006
- Nicolae Munteanu
- Stéphane Plantin : d'août 2023 à février 2024